# سیاک تروست
سیاک تروست (انگلیسی: Sjaak Troost؛ زادهٔ ۲۸ اوت ۱۹۵۹) بازیکن فوتبال اهل پادشاهی هلند است.
از باشگاه‌هایی که در آن بازی کرده‌است می‌توان به باشگاه فوتبال فاینورد اشاره کرد.
وی همچنین در تیم ملی فوتبال هلند بازی کرده‌است.